# Halictidae
Halictidae è una famiglia cosmopolita di insetti imenotteri che comprende api di piccole e medie dimensioni, di colore solitamente scuro, anche se diverse specie sono di colore verde metallico o giallo; e alcune di esse hanno strisce gialle. Sono comunemente chiamate api del sudore, in quanto sono spesso attratte dalla sudorazione. Se si sentono schiacciate, le femmine possono pungere.

## Tassonomia

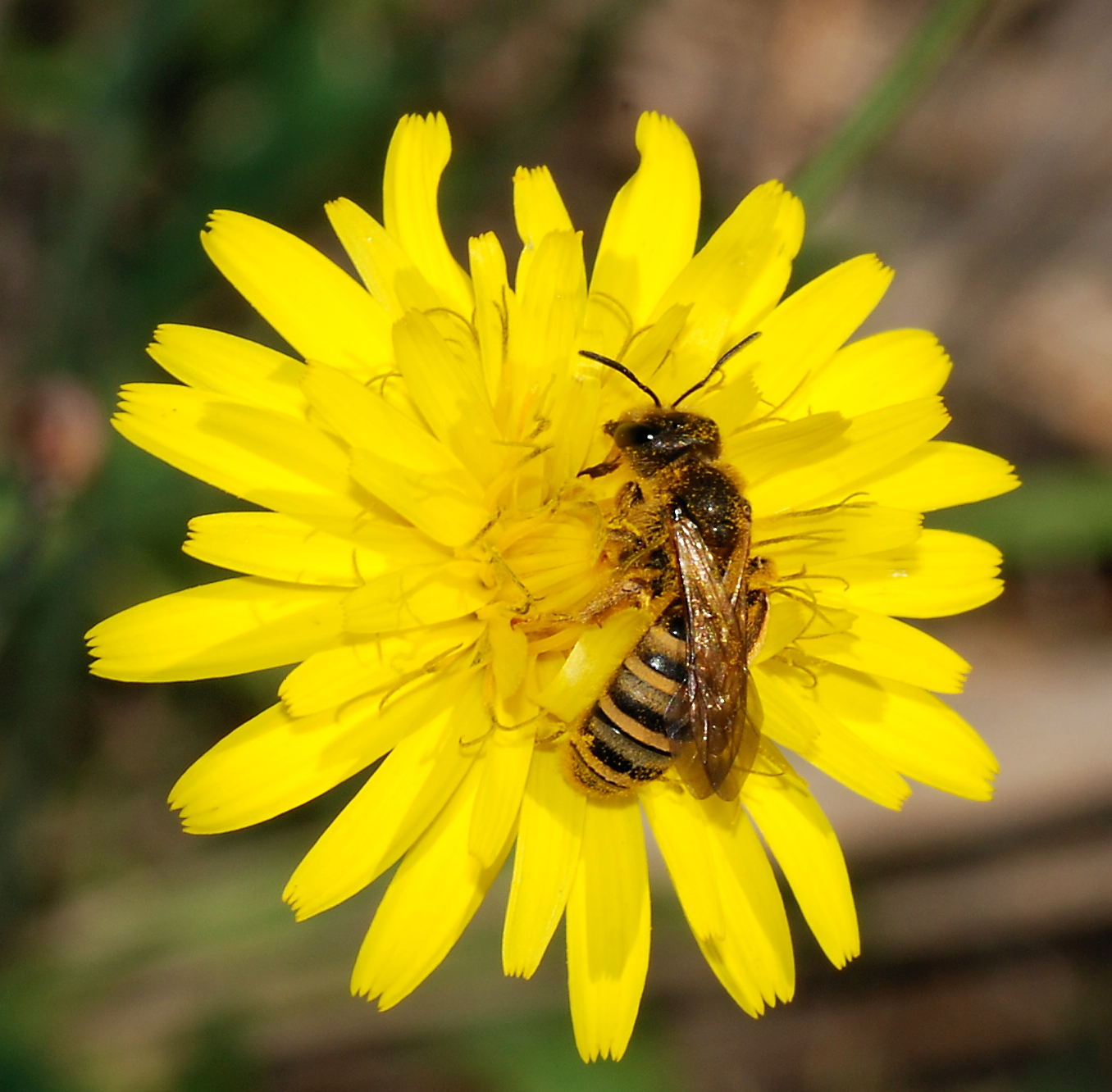
Halictus scabiose

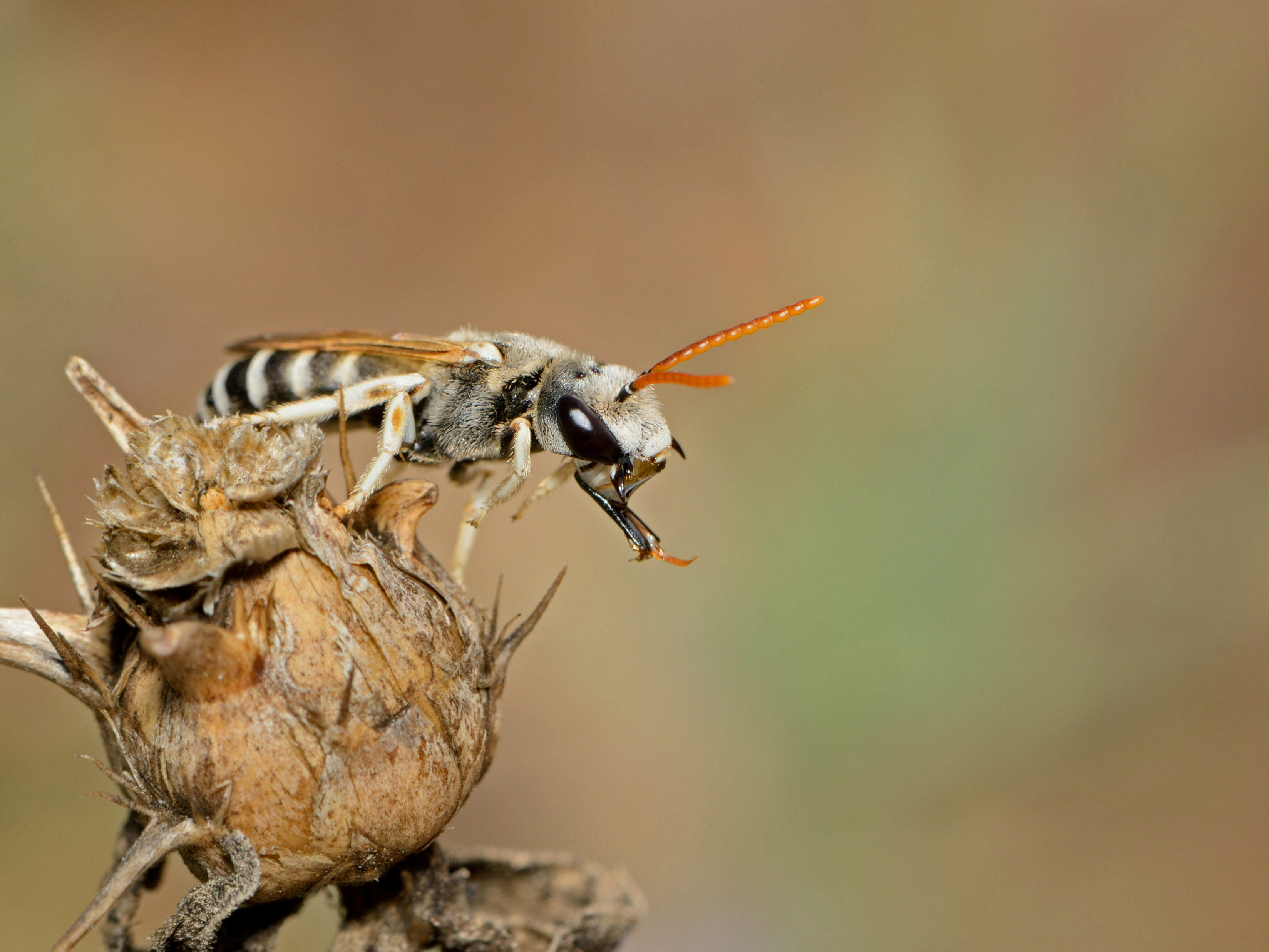
Halictus tetrazonianellus

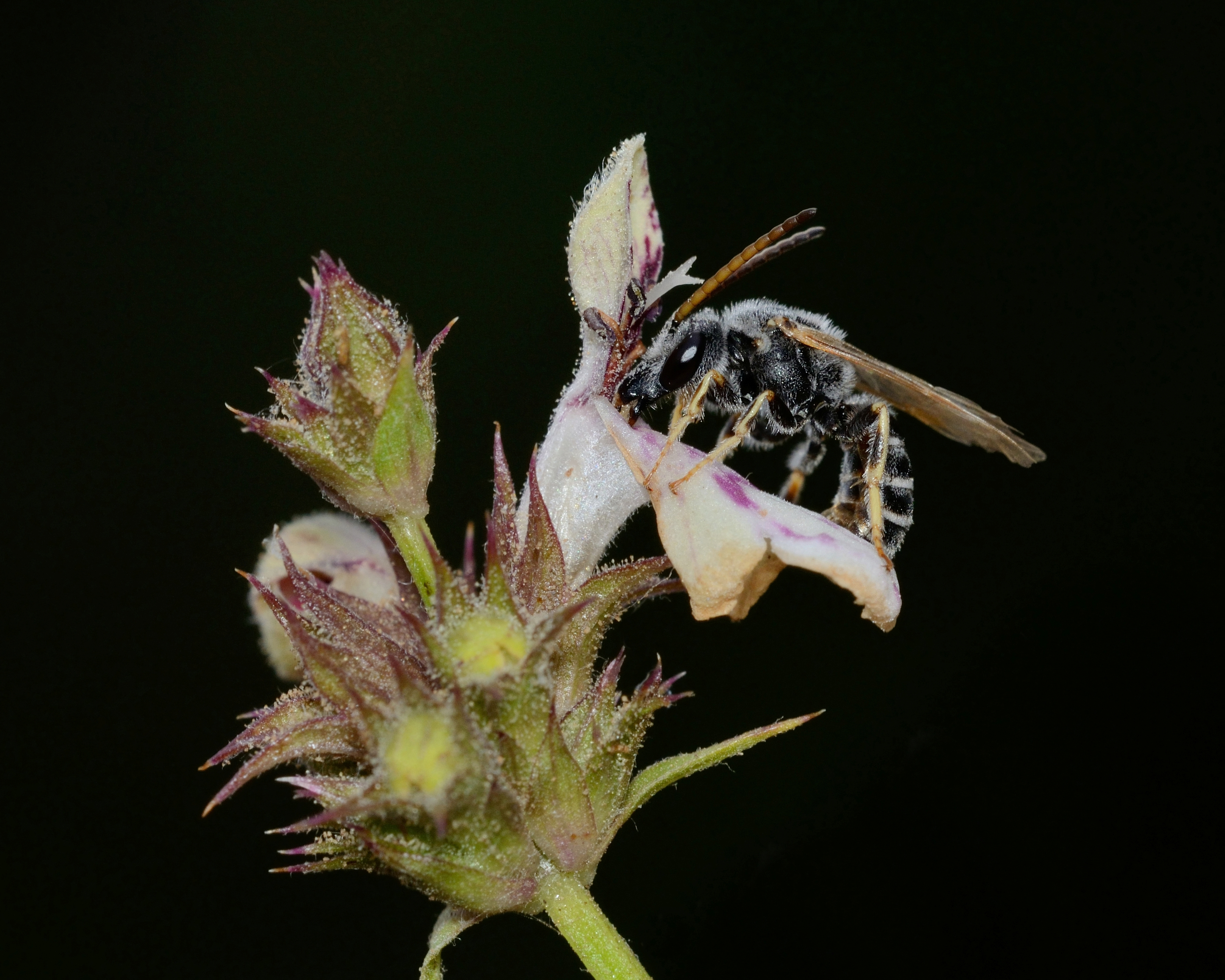
Thrincohalictus prognathus

Comprende le seguenti sottofamiglie, tribù e generi:
Sottofamiglia Rophitinae Schenck, 1866
- Tribù Penapini
  - Goeletapis
  - Penapis
- Tribù Conanthalictini
  - Conanthalictus
- Tribù Xeralictini
  - Protodufourea
  - Xeralictus
- Tribù Rophitini
  - Dufourea
  - Sphecodosoma
  - Systropha

Sottofamiglia Nomiinae Robertson, 1904
- Dieunomia
- Lipotriches
- Nomia
- Pseudapis

Sottofamiglia Nomioidinae Börner, 1919
- Cellariella
- Ceylalictus
- Nomioides

Sottofamiglia Halictinae Thomson, 1869
- Tribù Augochlorini
  - Augochlora
  - Augochlorella
  - Augochloropsis
  - Corynura
  - Megalopta
  - Neocorynura
- Tribù Thrinchostomini
  - Parathrinchostoma
  - Thrinchostoma
- Tribù Caenohalictini
  - Agapostemon
  - Agapostemonoides
  - Caenohalictus
  - Dinagapostemon
  - Habralictus
  - Paragapostemon
  - Pseudagapostemon
  - Rhinetula
  - Ruizantheda
- Tribù Sphecodini
  - Eupetersia
  - Microsphecodes
  - Ptilocleptis
  - Sphecodes
- Tribù Halictini
  - Glossodialictus
  - Halictus
  - Lasioglossum
  - Mexalictus
  - Patellapis
  - Thrincohalictus

## Biologia

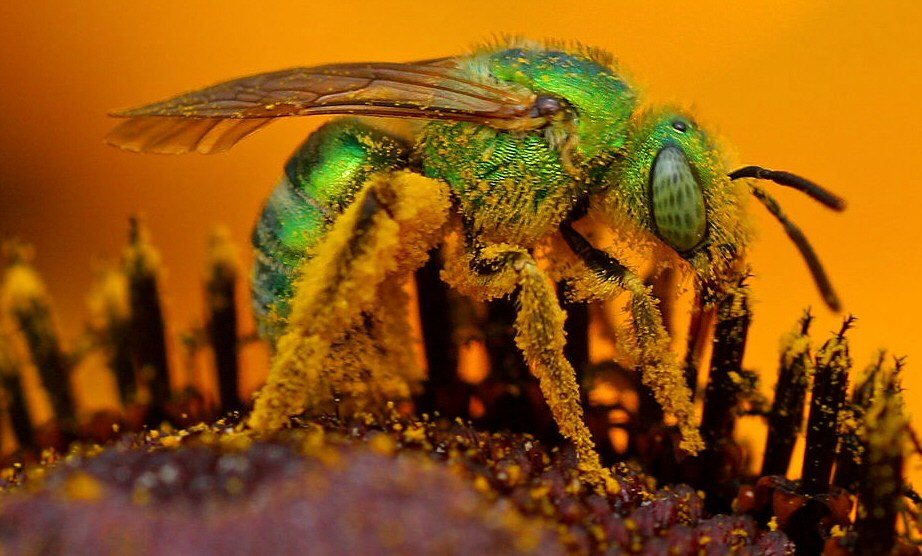
Agapostemon sp.

Le specie di questa famiglia nidificano per lo più nel terreno, o, più raramente, nel legno marcio. Per nutrire le larve, riempiono le loro celle di polline e nettare prima di deporvi l'uovo (al contrario delle api comuni, che nutrono continuamente le larve). Tutte le specie sono pronubi.

### Specie eusociali
Molte specie della sottofamiglia Halictinae sono eusociali almeno in parte, con caste abbastanza ben definite di regina e operaie (sebbene le seconde non siano molto distinguibili dalle prime).

### Specie cleptoparassite
Diverse specie di questa famiglia (tutte appartenenti alla sottofamiglia Halictinae) sono cleptoparassite.

### Specie crepuscolari
Questa famiglia è una delle quattro famiglie di api aventi alcune specie attive durante il crepuscolo. Queste api, come è tipico in questi casi, hanno ocelli molto grandi. Le altre famiglie aventi alcune specie crepuscolari sono Andrenidae, Colletidae e Apidae.